# Trennfaktor
Der Trennfaktor {\displaystyle \alpha } ist eine Kennzahl für die Veränderung der Zusammensetzung eines Gemischs chemischer Stoffe durch technische Prozesse, insbesondere Trennverfahren. Ein hoher Trennfaktor bedeutet dabei eine große Änderung der Zusammensetzung, was bei allen aufgeführten Prozessen das Ziel ist. Ein Trennfaktor von {\displaystyle \alpha =1} bedeutet, dass keine Änderung der Zusammensetzung erfolgt und der aufgeführte Prozess nicht zum Auftrennen des Gemischs verwendet werden kann.
Der Trennfaktor wird üblicherweise als Wert {\displaystyle \alpha >1} angegeben, jedoch beschreibt aus mathematischer Sicht der Kehrwert den gleichen Trennfaktor (bspw. ist ein Trennfaktor von {\displaystyle \alpha =0,2} dem Trennfaktor {\displaystyle \alpha =5} gleichbedeutend).

## Rektifikation
Der Trennfaktor bei der Rektifikation bezeichnet das Verhältnis der Reinstoffdampfdrücke zweier Komponenten (idealer Trennfaktor) bzw. das Verhältnis der Dampfdrücke multipliziert mit ihren Aktivitätskoeffizienten (realer Trennfaktor):
{\displaystyle \alpha _{12}\,=\,{\frac {P_{1}^{S}}{P_{2}^{S}}}} (idealer Trennfaktor)
{\displaystyle \alpha _{12}\,=\,{\frac {\gamma _{1}\cdot P_{1}^{S}}{\gamma _{2}\cdot P_{2}^{S}}}} (realer Trennfaktor)
γ: Aktivitätskoeffizient 

PS: Sättigungsdampfdruck des Reinstoffs
Ein Trennfaktor, der deutlich von 1 abweicht, erlaubt die Trennung eines Gemischs durch mehrfaches Verdampfen. Ein Trennfaktor von 1 bedeutet Azeotropie und eine Stofftrennung ist durch die Rektifikation nicht mehr möglich.

## Extraktion
Bei der Extraktion wird ein Stoffgemisch durch eine unterschiedliche Löslichkeit der Stoffe in zwei nicht mischbaren Phasen getrennt. Der Trennfaktor ist dabei das Verhältnis der Verteilungskoeffizienten.

## Membranverfahren
Der Trennfaktor bezeichnet das Verhältnis der Aktivitäten (in erster Näherung der Konzentrationen) von Komponenten auf den Seiten halbdurchlässiger, semipermeabler Membranen. Er wird auch als Siebkoeffizient bezeichnet und errechnet sich durch die Gleichung:
{\displaystyle S={\frac {C_{p}}{C_{f}}}}
Cf und Cp sind die Konzentrationen in Feed und Permeat.

## Isotopentrennung
Bei der Isotopentrennung, bspw. der Uran-Anreicherung bezeichnet der Trennfaktor das Verhältnis der Konzentrationen eines Isotops vor und nach der Anreicherung.

## Chromatographie
Der Trennfaktor beschreibt in der Chromatographie das Verhältnis der Retentionszeiten {\displaystyle t_{R}} zweier Stoffe. 
{\displaystyle \alpha _{12}\,=\,{\frac {t_{R}^{1}}{t_{R}^{2}}}}
oder 
{\displaystyle \alpha _{12}\,=\,{\frac {t_{R}^{1}-t_{0}}{t_{R}^{2}-t_{0}}}}
mit {\displaystyle t_{0}}, der Totzeit (Durchflusszeit ohne Wechselwirkungen mit der stationären Phase) und t1R > t2R